# Beverlo
Beverlo (Limburgs: Bejêvel) is een dorp in de Belgische provincie Limburg en een deelgemeente van de stad Beringen, het was een zelfstandige gemeente tot aan de gemeentelijke herindeling van 1977.

## Toponymie
De naam Beverlo werd voor het eerst vermeld in 1186. De naam betekent: "Op zandgrond gelegen bos met (veel) bevers".

## Geschiedenis
Oorspronkelijk was Beverlo een nederzetting van Salische Franken. Het ging deel uitmaken van het Land van Ham. Het historische Beverlo omvatte eveneens Heppen en de heide tussen Heppen en Hechtel. Tussen 900 en 1100 werd Beverlo een afzonderlijke parochie.
De 16e en de 17e eeuw brachten besmettelijke ziekten en plunderingen door rondtrekkende troepen in het kader van de Tachtigjarige Oorlog. Zelfs ná de Vrede van Münster vielen nog 22 inwoners van Beverlo ten offer aan de Slag van Sint-Nicolaasdag 1648. De bevolking verdedigde zich door de oprichting van schansen. In Beverlo geschiedde dit in 1590, in Heppen in 1591, en in Korspel in 1607. Ter verdediging ontstonden ook de schuttersgilden. De Sint-Annagilde van Beverlo werd reeds in 1551 vermeld; die van Heppen in 1627; die van Korspel in 1645.
Op de heide is kort na de Belgische onafhankelijkheid (1835) een belangrijk militair kamp opgericht, het Kamp van Beverlo. Hier ontstond de stad Bourg-Léopold, het latere Leopoldsburg, dat in 1850 afgesplitst werd van Beverlo en een zelfstandige gemeente werd. Ook Heppen werd een zelfstandige gemeente in 1850.

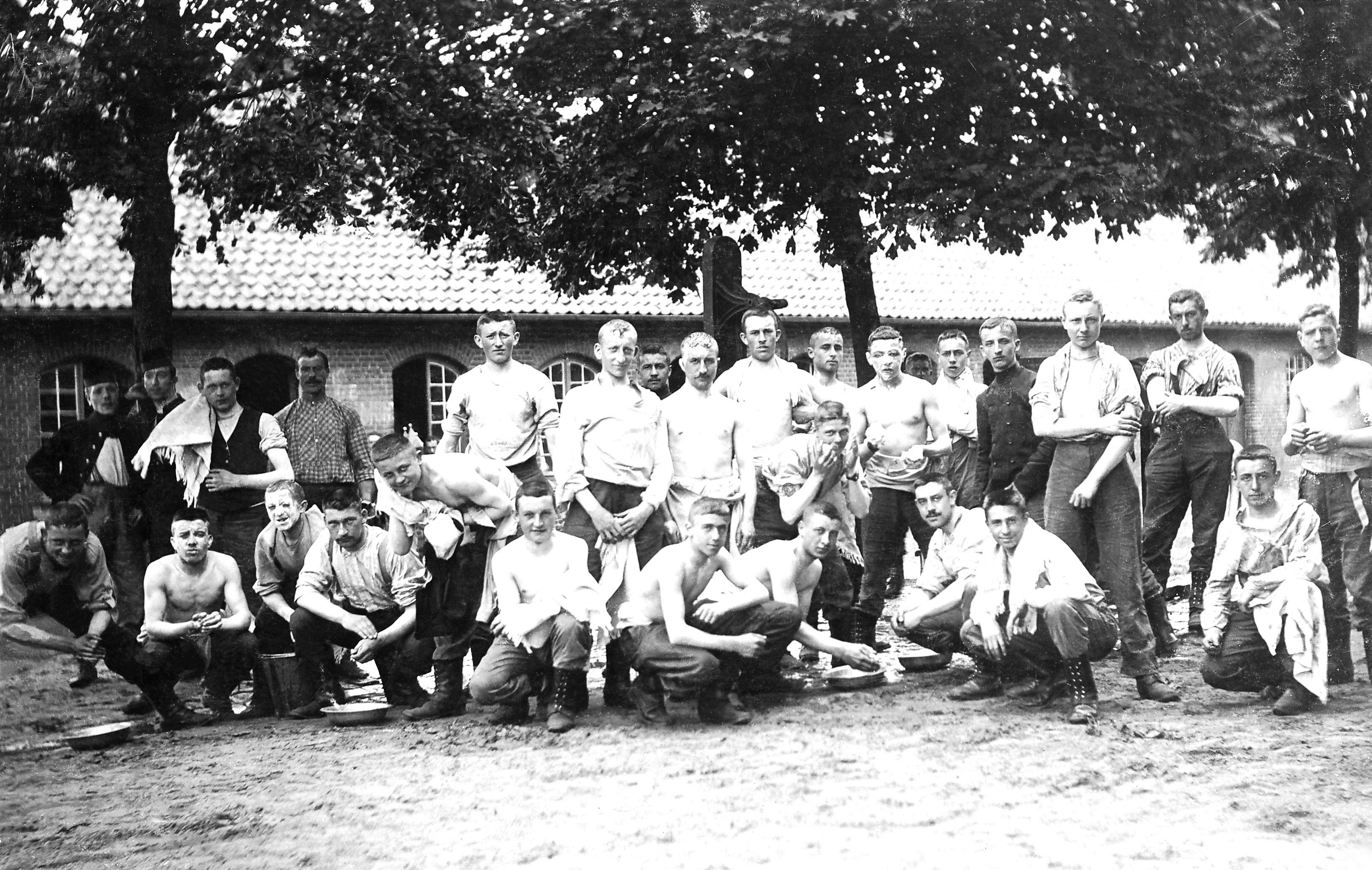
De dienstplichtigen van 1907 in het kamp Beverlo

### Tweede Wereldoorlog
De gemeente werd rond 16 mei 1940 bezet door het Duitse leger en bevrijd op 11 september 1944. In 1944 vond een geallieerd bombardement op de Zuidstraat plaats, waarbij 70 mensen omkwamen. Dit bombardement bleek op een vergissing te berusten. Op 6 September 1944 werden weerstanders Norbert Baeteman en André Derudder vermoord door leden van de Vlaamse SS brigade Langemarck.

### Gemeentefusies
Groot-Beverlo maakte samen met Oostham en Kwaadmechelen deel uit van het Land van Ham. Deze gemeenten werden bij de fusies van 1977 echter niet opnieuw samengevoegd. Beverlo werd integendeel opgenomen in de gemeente Beringen, waar het historisch gezien geen enkele band mee had. Toch was de fusie met Beringen niet onlogisch aangezien de tuinwijk van Beringen-Mijn voor een groot deel op grondgebied van Beverlo ligt.

## Dialect
Het dialect van Beverlo en haar gehucht Korspel rekent men tot de West-Limburgse overgangsdialecten van het noordwesten. Deze regio omvat verder ook nog Heppen (het Heppens was oorspronkelijk vrijwel identiek met het Beverlo's) en Oostham. De dialecten in deze regio liggen aan de Limburgse kant van de Uerdingerlijn en hebben dus de Limburgse vormen "ich-mich-oech,..." en voor Beverlo en Korspel ook nog "ooch" [de ooch-vorm werd in de vorige eeuw verdrongen in Heppen en Oostham] maar doen voor de Getelijn op enkele uitzonderingen na mee met Brabant. Voor wat de Betoningslijn betreft kan er gezegd worden dat er sporen zijn in de regio die erop duiden dat dit Limburgse klanksysteem er ooit voorkwam.

## Demografische ontwikkeling
- Bronnen:NIS, Opm:1831 tot en met 1970=volkstellingen; 1976 = inwoneraantal op 31 december
- 1850*: Leopoldsburg en Heppen worden afgesplitst als zelfstandige gemeenten

## Bezienswaardigheden

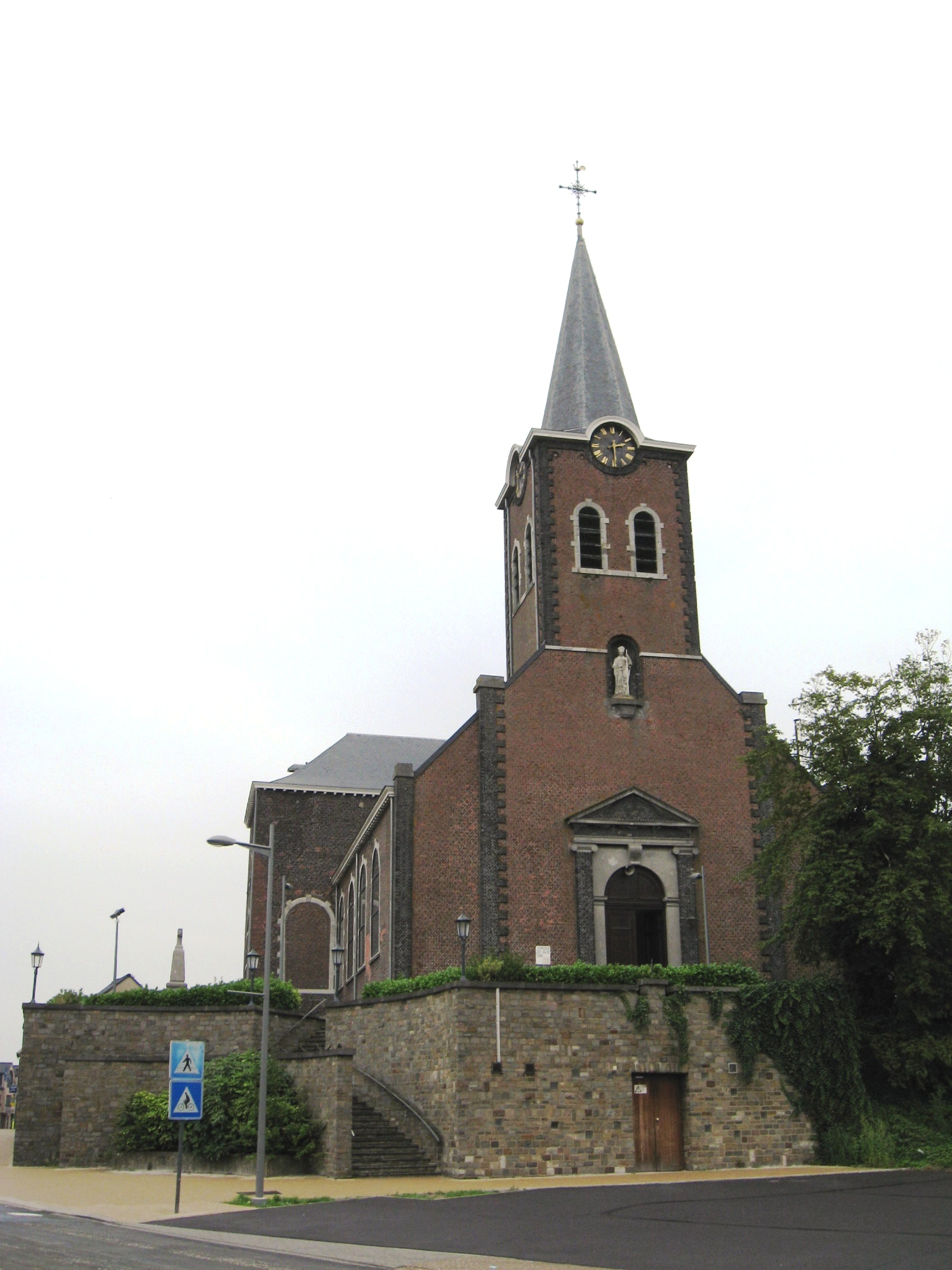
De Sint-Lambertuskerk

- De Sint-Lambertuskerk, een classicistisch bouwwerk uit 1788.
- Barometermuseum, aan de Genebroekstraat.
- Motor van een Lancaster-bommenwerper, neergehaald in 1944 en uitgegraven in 2002. Tegenwoordig tentoongesteld in buurthuis De Kardijk.
- De Heilig-Hartkerk in het gehucht Korspel.

## Trivia
Hoewel tot een andere gemeente behorend, is de naam Beverlo nauw verbonden met die van het militaire kamp. Het Beverlo-lied bezingt het lot van de dienstplichtigen die in 1914 opkwamen voor een oefening maar die, toen de Duitsers binnenvielen in het kader van de Eerste Wereldoorlog, onmiddellijk naar het front werden gestuurd.

## Politiek

### Geschiedenis

#### Lijst van burgemeesters
Beverlo had een eigen gemeentebestuur en burgemeester tot de fusie van 1977. Burgemeesters waren:
| Periode | Periode     | Burgemeester        |
| ------- | ----------- | ------------------- |
|         | 1800 - 1801 | Jerôme Jamar        |
|         | 1801 - 1816 | Pieter Gielen       |
|         | 1816 - 1836 | Frans Moons         |
|         | 1837 - 1841 | Pieter Loos         |
|         | 1841 - 1843 | Pierre Joseph Lilet |
|         | 1843 - 1854 | Denis Jamar         |
|         | 1855 - 1876 | Arnold Meukens      |
|         | 1876 - 1881 | Jan Ooms            |
|         | 1882 - 1884 | Donaat Beckers      |
|         | 1885 - 1910 | Victor Loos         |

| Periode | Periode     | Burgemeester    |
| ------- | ----------- | --------------- |
|         | 1911 - 1915 | Karel Hermans   |
|         | 1916 - 1927 | Frans Moons     |
|         | 1928 - 1938 | Maurice Hermans |
|         | 1939 - 1941 | Gaston Ooms     |
|         | 1941 - 1944 | Maurice Hermans |
|         | 1945 - 1969 | Arthur Heymans  |
|         | 1969 - 1976 | Lucien Plees    |

## Sport
Voetbalclub RS Beverlo is aangesloten bij de KBVB onder stamnummer 7236. De club ontstond in 2001 uit een fusie tussen VK Beverlo en het naburige RS Korspel. De kleuren zijn paars-wit.

## Verkeer en vervoer
In Beverlo bevindt zich het station van Beverlo op spoorlijn 15 van Antwerpen naar Hasselt.
Door Beverlo loopt de gewestweg N72 tussen Beringen en Leopoldsburg.

## Bekende personen uit Beverlo
Geboren
- Burak Kardeş (1994), Turks-Belgisch voetballer
- Gökhan Kardes (1997), Turks-Belgisch voetballer

Gewoond
- Nicky Vankets (Diest, 1979), ontwerper